# Hapalomorpha esthlopis
Hapalomorpha esthlopis är en fjärilsart som beskrevs av Turner 1917. Hapalomorpha esthlopis ingår i släktet Hapalomorpha och familjen plattmalar. Inga underarter finns listade i Catalogue of Life.